# TT Assen 2006
TT Assen 2006 var ett race som kördes på den ombyggda Assen TT Circuit. Den nya banan uppfattades allmänt som en sämre sträckning än den gamla, och bara slutets högfartskurvor var oförändrade. I övrigt såg banan ut som de flesta andra banorna, vilket inte uppskattades. Det bjöds dock ändå på oerhört bra racing.

## MotoGP
Valentino Rossis säsong blev ännu sämre, när han vurpade och bröt handleden. Han stretade på hela helgen, men klarade inte med mer än en åttondeplats, vilket ändå var ett ruskigt styrkebesked. Nicky Hayden och Colin Edwards tävlade om segern, och en opportunistisk manöver av Edwards slutade i tårar, då den givna pallplatsen slutade i en trettondeplats. Hayden ryckte i VM-tabellen, eftersom Loris Capirossi också var ordentligt begränsad på grund av skadan från masskraschen Katalonien. Glädjeämnet var att Kawasaki ryckte upp sig och tog en andraplats genom Shinya Nakano, efter att japanen kvalat in som tvåa.

### Resultat
| Plats | Förare            | Märke    | Grid | Kvaltid  |
| ----- | ----------------- | -------- | ---- | -------- |
| 1     | Nicky Hayden      | Honda    | 4    | 1.36,758 |
| 2     | Shinya Nakano     | Kawasaki | 2    | 1.36,424 |
| 3     | Dani Pedrosa      | Honda    | 5    | 1.36,993 |
| 4     | Casey Stoner      | Honda    | 12   | 1.37,660 |
| 5     | Kenny Roberts Jr. | KR       | 10   | 1.37,528 |
| 6     | John Hopkins      | Suzuki   | 1    | 1.36,411 |
| 7     | Marco Melandri    | Honda    | 7    | 1.37,332 |
| 8     | Valentino Rossi   | Yamaha   | 18   | 1.40,298 |
| 9     | Carlos Checa      | Yamaha   | 8    | 1.37,378 |
| 10    | Chris Vermeulen   | Suzuki   | 6    | 1.37,077 |
| 11    | Makoto Tamada     | Honda    | 13   | 1.37,676 |
| 12    | Alex Hofmann      | Ducati   | 9    | 1.37,399 |
| 13    | Colin Edwards     | Yamaha   | 3    | 1.36,755 |
| 14    | Randy de Puniet   | Kawasaki | 11   | 1.37,556 |
| 15    | Loris Capirossi   | Ducati   | 15   | 1.38,060 |
| 16    | Ivan Silva        | Ducati   | 17   | 1.39,496 |
| 17    | José Luis Cardoso | Ducati   | 16   | 1.39,406 |
| 18    | James Ellison     | Yamaha   | 14   | 1.38,055 |